# Брезимо
Брезимо (итал. Bresimo) — коммуна в Италии, располагается в регионе Трентино — Альто-Адидже, в провинции Тренто.
Население составляет 250 человека (2021 г.), плотность населения составляет 6 чел./км². Занимает площадь 41 км². Почтовый индекс — 38020. Телефонный код — 0463.

## Демография
Динамика населения:

## Администрация коммуны
- Официальный сайт: